# Prisma stellato
In geometria solida, il prisma stellato è un poliedro simile al prisma, le cui facce sono però poligoni stellati.
Si tratta di un poliedro uniforme, stellato e non convesso. 
Ha due poligoni stellati con {\displaystyle n} lati come facce orizzontali, connessi  da un ciclo di {\displaystyle n} quadrati. A differenza di quanto accade per i prismi non stellati, qui i quadrati si intersecano.
I prismi stellati sono simili agli antiprismi stellati: questi ultimi hanno però le basi ruotate una rispetto all'altra, connesse da triangoli invece che da quadrati.
Esiste un prisma stellato per ogni poligono stellato con {\displaystyle n} lati. Il più semplice è quindi quello pentagonale, con {\displaystyle n=5} lati, mostrato nella figura a destra. Per {\displaystyle n>5}, possono esistere più poligoni regolari stellati con lo stesso numero {\displaystyle n} di lati. Quando {\displaystyle n} è un numero composto, in alcuni casi il poliedro risulta essere unione di due poliedri distinti: si tratta cioè di un poliedro composto.
Benché non siano poliedri convessi, per i prismi stellati vale comunque la relazione di Eulero
{\displaystyle V-S+F=2}
fra i numeri di vertici, spigoli e facce.
I poliedri duali dei prismi stellati sono le bipiramidi stellate.

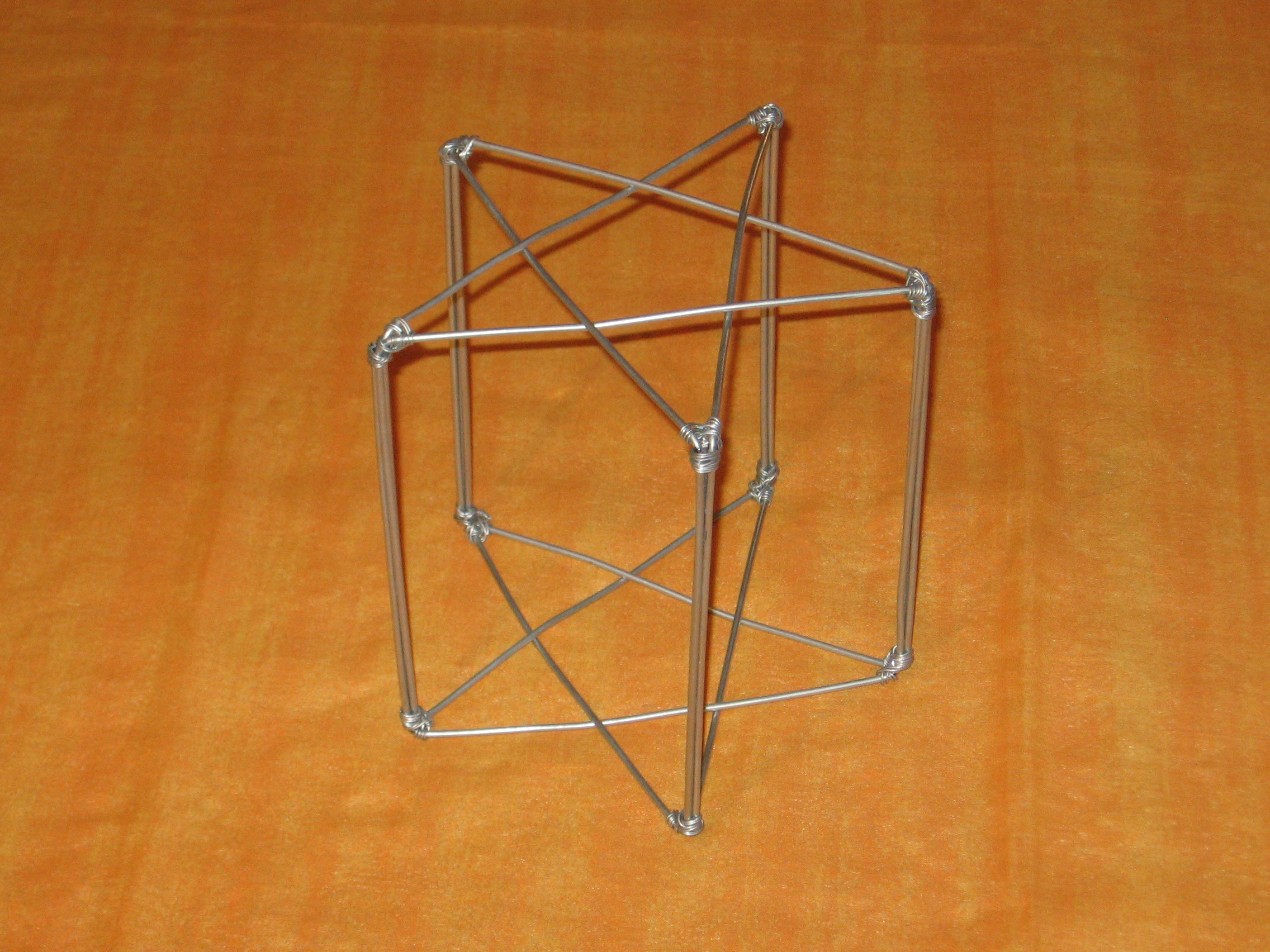
Prisma stellato pentagonale